# Izquierda nacional
Izquierda nacional es la denominación que recibe una corriente de pensamiento que combina el marxismo con el nacionalismo, teniendo en cuenta las peculiaridades del país. Esta corriente política ha sido definida como “nacionalismo marxista”, “populismo de izquierda”, “nacionalismo popular” o “nacionalismo revolucionario”. Se originó en Argentina y tiene influencia en Uruguay, Chile y Bolivia.

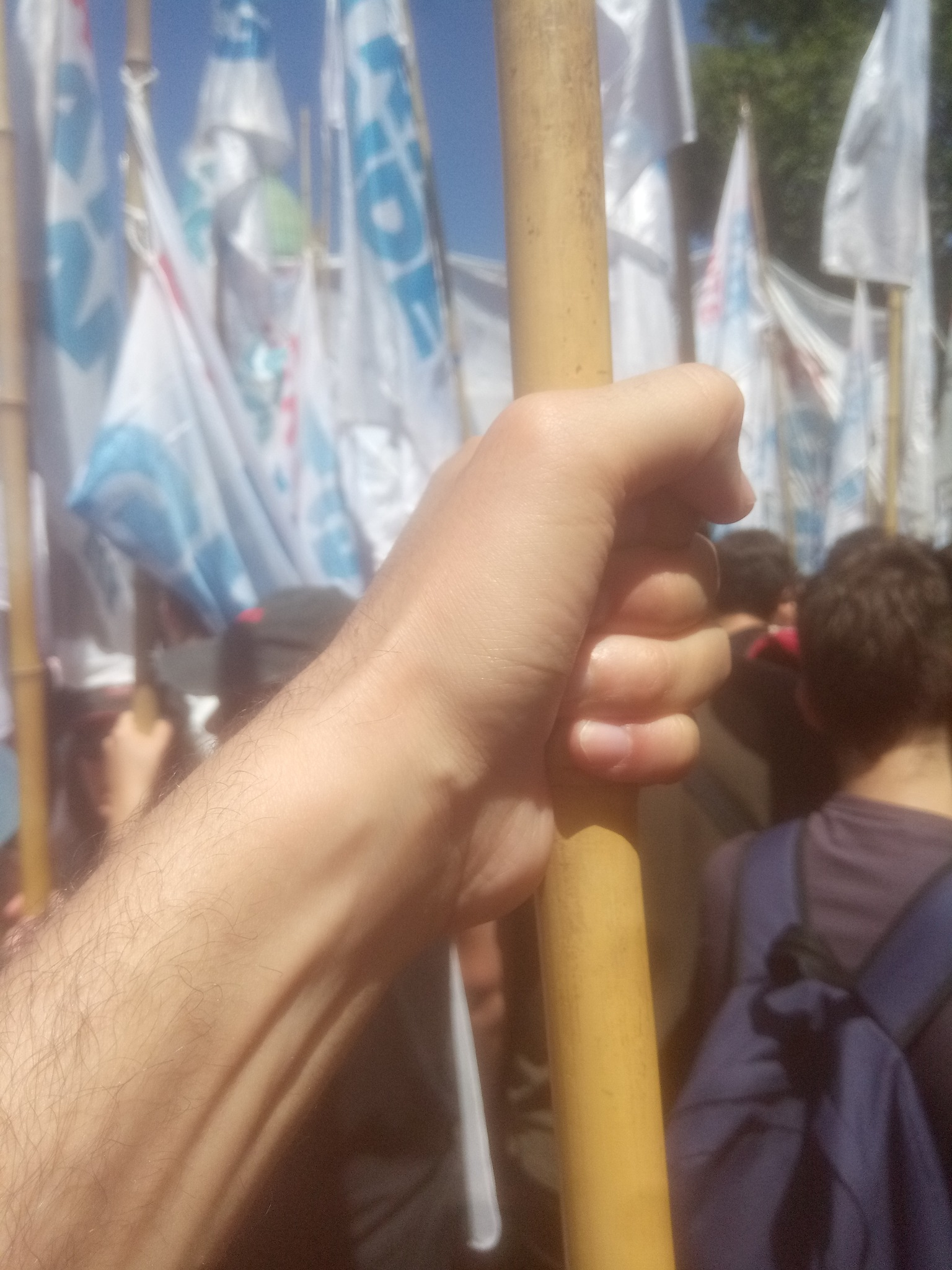
Movilización por el Día del Trabajador del partido político Frente Patria Grande, representación política actual de la corriente o tendencia Izquierda Nacional.

El grupo trotskista de izquierda Frente Obrero, orientado por un joven abogado santafesino, Aurelio Narvaja, y la revista Octubre, dirigida por el político e historiador Jorge Abelardo Ramos, coincidieron en una novedosa definición del movimiento naciente. En esta línea, Juan José Hernández Arregui, en uno de los libros fundantes de la izquierda nacional (La formación de la conciencia nacional), plantea una definición de esta corriente o tendencia: la izquierda nacional, en un país dependiente, consiste en "la teoría general aplicada a un caso nacional concreto". Es decir, con el marco del marxismo, que constituye el método de interpretación de la realidad, se debe tener en cuenta las particularidades y el desarrollo de cada país: "la economía, la historia y la cultura en sus contenidos nacionales defensivos y revolucionarios". Asimismo, se brega por coordinar "tal análisis teórico con la lucha práctica de las masas contra el imperialismo", en un triple plano: 1) nacional, 2) latinoamericano y 3) mundial, respetando ese orden.

## Postulados centrales de la Izquierda Nacional
Con un fuerte anclaje en las enseñanzas y escritos de Marx, Lenin, Trotsky y en las experiencias de las revoluciones en los países semicoloniales, en el primer Víctor Raúl Haya de la Torre y en Manuel Baldomero Ugarte, los postulados centrales de la Izquierda Nacional son:
1. En el plano internacional se sostiene el antiimperialismo y la unión de la "Patria grande".
2. Alianza de la clase obrera y la burguesía.
3. La teoría de la Revolución permanente, elaborada por el ucraniano León Trotsky.

## La acción política de la Izquierda nacional

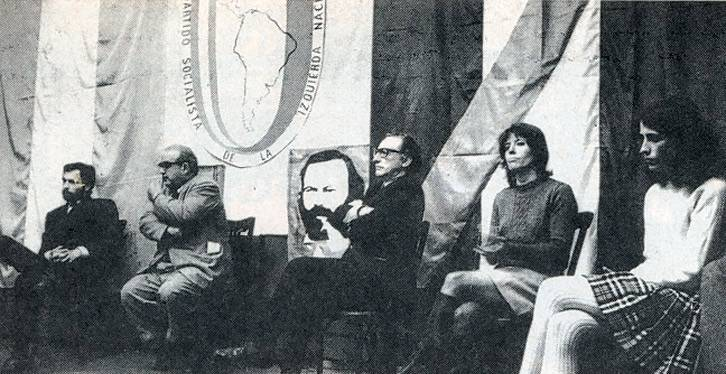
Julio Fernández Baraibar, Fernando Carpio, Jorge Abelardo Ramos, Ana María Giacosa y Silvia Benítez en el primer acto público del PSIN en Buenos Aires, en 1970.

Jorge Abelardo Ramos divulgó dichos conceptos, sobre todo a partir del derrocamiento del gobierno del nacionalista y populista Juan Domingo Perón en 1955, y reinterpreta, desde el marxismo, el revisionismo histórico en Argentina. En esta tarea gravitaron también algunos intelectuales y políticos provenientes del comunismo como Rodolfo Puiggrós y Eduardo Astesano. Además Ramos impulsó a escritores como Juan José Hernández Arregui- de origen radical-, alentando al autor a la publicación de sus investigaciones. Hernández Arregui es el autor de Qué es el ser nacional e Imperialismo y cultura, y culmina su obra como ideólogo del peronismo revolucionario-. 
Más ligado a Ramos, en cuanto a sus posiciones políticas hasta comienzos de la década del ochenta, se encuentra Jorge Enea Spilimbergo, autor de estudios sobre el nacionalismo argentino y la cuestión nacional en el pensamiento marxista, la historia del radicalismo y del socialismo. 
También se ubican en esta corriente Ángel Perelman y su libro Cómo hicimos el 17 de octubre, Alberto Belloni, autor de Del anarquismo al peronismo y Ernesto Ceballos con su Historia política del movimiento obrero argentino. 1944–1985.
El historiador cordobés Alfredo Terzaga, proveniente del Frente Obrero provincial, propuso una visión de Julio Argentino Roca en la construcción del Estado Nacional argentino. Otro cordobés, Roberto Ferrero –de inicial militancia en el izquierdista Partido Obrero Revolucionario Trotskista (PORT) dirigido por Homero Cristalli (Camarada Posada)- interpretó la Reforma Universitaria de 1918 y del radicalismo cordobés, que pertenece a una tradición distinta a la del llamado Yrigoyenismo.
En 1953 se conforma el Partido Socialista de la Revolución Nacional y en 1962 el Partido Socialista de la Izquierda Nacional (PSIN), junto a Jorge Enea Spilimbergo, Fernando Carpio, Alberto Converti, Roberto Ferrero, Ernesto Ceballos, Enrique Rivera y otros. Precisamente, es Jorge Enea Spilimbergo quien plantea que el partido político de la izquierda nacional debe sostener cuatro banderas (abarcando y aludiendo a las tres banderas del peronismo): 1) independencia económica, 2) soberanía política, 3) justicia social y 4) poder obrero, puesto que, sin la bandera del poder obrero, las otras tres banderas "se convierten en impotentes piezas de museo".El movimiento se enriqueció con la incorporación de destacados intelectuales de origen universitario, como Blas Alberti, autor de Crítica de la sociología académica y El peronismo polémico, y el teórico Ernesto Laclau, quien posteriormente ha tenido una importante actividad académica europea. En 1971 el partido se transformó en Frente de Izquierda Popular (FIP).

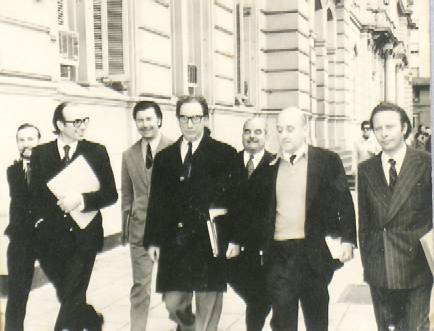
Luis Cabral, Blas Alberti, Luis Rodríguez, Jorge Abelardo Ramos, Fernando Carpio, Jorge Enea Spilimbergo y Alberto Converti, entrando a la Casa Rosada en 1974.

Los libros de la izquierda nacional influenciaron a sectores medios universitarios, aumentando la aceptación del peronismo. Ramos influenció autores fuera de Argentina, tales como Pedro Godoy en Chile, Andrés Soliz Rada en Bolivia y Vivian Trías y Alberto Methol Ferré en Montevideo.

## La Izquierda nacional tras el golpe de 1976
A partir del Golpe de Estado de 1976 el movimiento comienza un proceso de crisis y reforma que culmina con la defensa de Ramos del gobierno de Carlos Saúl Menem, cuando éste ya había comenzado su giro hacia una economía de libre mercado, y  dado impulso al MERCOSUR, lo que para Ramos representaba retomar la bandera del proyecto de Juan Domingo Perón del ABC, la alianza política económica de Argentina, Brasil y Chile. Por esa época, el presidente Menem hacía ingentes esfuerzos por sumar a su gobierno a sectores nacionalistas y del peronismo clásico:
"La soberanía política, la independencia económica y la justicia social, son irrenunciables. Pero los instrumentos […] deben adaptarse a los nuevos tiempos. Deben cambiar para cumplir mejor los objetivos, y el imperativo es actualizarlos, ya que, luego de más de cuarenta años, también cambió nuestra Argentina y el mundo. No podemos ser tan ciegos como para ignorar esta realidad".
Menem definía su proyecto económico como una "economía popular de mercado", a la que veía como una síntesis de las “preciadas banderas” históricas del peronismo, pero “actualizadas” al presente:
"¿Qué es la economía popular de mercado? Es un concepto que resume nuestras más preciadas banderas, actualizadas a la luz de los tiempos que corren. Una economía popular, es aquella que respeta el interés nacional y la justicia social. Una economía de mercado, es la que resume el ejercicio legítimo de la libre iniciativa individual y comunitaria".
Jorge Abelardo Ramos, que ya por entonces había abandonado el apelativo de izquierda, cambiando el nombre de su fuerza política de Frente de Izquierda Popular a Movimiento Patriótico de Liberación, llegó a sostener que desde la lucha por la independencia a la fecha no había pasado nada más importante en América Latina que la puesta en marcha del MERCOSUR. El 27 de agosto de 1994 la Convención Nacional del Movimiento Patriótico de Liberación (MPL), último partido fundado por Ramos, resolvió integrarse al Partido Justicialista. Dijo Ramos a los delegados que: "ésta es la reunión más importante que ha hecho nuestro movimiento desde sus orígenes".

## Los años posteriores
Hoy hay varios agrupamientos políticos y grupos de propaganda que se definen como herederos de la llamada izquierda nacional. Entre ellos podemos nombrar a Patria y Pueblo, Causa Popular, Socialismo Latinoamericano y los Cuadernos de la Izquierda Nacional.
El Partido Patria y Pueblo, fundado por Jorge Enea Spilimbergo, es uno de ellos con presencia política en la ciudad de Buenos, en Santa Fe, Córdoba, Santiago del Estero, Tucumán, Salta, Chubut y Tierra del Fuego. Publican el periódico Patria y Pueblo y la revista Política. El secretario general es Néstor Gorojovsky y el secretario de Acción Política es Julio Fernández Baraibar. 
Causa Popular es otro movimiento, cuyo dirigente es el historiador Alberto Guerberof, y tiene una presencia en la Capital Federal, en Córdoba y en algunas ciudades de la Provincia de Buenos Aires.
El grupo Socialismo Latinoamericano existe desde 1993, históricamente dirigido por Osvaldo Calello, fallecido en 2014, y entre cuyos miembros está Gustavo Cangiano. Poseen un sello editorial y la página web Socialismo Latinoamericano. Muchos dirigentes y militantes del viejo Frente de Izquierda Popular se incorporaron plenamente al peronismo, mientras otros han mantenido su lealtad al proyecto originario.